# 公園前駅 (香川県)
公園前駅（こうえんまええき）は、かつて香川県高松市にあった高松琴平電気鉄道志度線および市内線の駅。公園は栗林公園のことであり、栗林公園の北に位置していた。
歴史的経緯から当駅を境に志度線と市内線に分かれていたが、両線は乗り入れており、始着駅ではなく途中駅であった。

## 歴史
- 1915年（大正4年）4月22日 東讃電気軌道の出晴 - 当駅間の延長に伴い開業。
- 1916年（大正5年）12月25日 四国水力電気が東讃電気軌道を合併。
- 1917年（大正6年）5月20日 高松駅前 - 当駅間が開業。
- 1928年（昭和3年）3月10日 高松駅前 - 当駅間が複線化される。
- 1942年（昭和17年）4月30日 四国水力電気の電力事業が日本発送電関連の四国配電（後、四国電力）に譲渡されたため、残存事業の内鉄道・軌道を新設会社の讃岐電鉄に譲渡。
- 1943年（昭和18年）11月1日 讃岐電鉄・琴平電鉄・高松電気軌道が合併し高松琴平電気鉄道となる。軌道線の築港前 - 当駅間が市内線、鉄道線の当駅 - 琴電志度間が志度線となり、両線の接続駅となる。
- 1945年（昭和20年）7月4日 高松空襲の被害のため、志度線の当駅 - 出晴間、市内線の築港前 - 当駅間が休止となり営業休止となる。
- 1957年（昭和32年）
  - 1月8日 市内線が全線廃止。
  - 8月15日 志度線の当駅 - 瓦町間廃止に伴い廃駅。

## 隣の駅
高松琴平電気鉄道
志度線
公園前駅 - 中野町駅
市内線
公園前駅 - 馬場前駅